# Sri-lankische Cricket-Nationalmannschaft in Indien in der Saison 1997/98
Die Tour der sri-lankischen Cricket-Nationalmannschaft nach Indien in der Saison 1997/98 fand vom 19. November bis zum 28. Dezember 1997 statt. Die internationale Cricket-Tour war Bestandteil der Internationalen Cricket-Saison 1997/98 und umfasste drei Tests und drei ODIs. Die Test-Serie endete 0–0 und die ODI-Serie 1–1 unentschieden.

## Vorgeschichte
Indien bestritt zuvor eine Tour gegen Pakistan, Sri Lanka ein Vier-Nationen-Turnier in Pakistan.
Das letzte Aufeinandertreffen der beiden Mannschaften bei einer Tour fand in der Saison 1997 in Sri Lanka statt.

## Stadien
Die folgenden Stadien wurden für die Tour als Austragungsort vorgesehen.
| Stadion                              | Stadt    | Kapazität | Spiele  |
| ------------------------------------ | -------- | --------- | ------- |
| Nehru Stadium                        | Guwahati | 15.000    | 1. ODI  |
| Holkar Stadium                       | Indore   | 30.000    | 2. ODI  |
| Jawarharlal Nehru Stadium            | Margao   | 19.000    | 3. ODI  |
| Wankhede Stadium                     | Mumbai   | 33.000    | 3. Test |
| Punjab Cricket Association Stadium   | Mohali   | 35.000    | 1. Test |
| Vidarbha Cricket Association Stadium | Nagpur   | 45.000    | 2. Test |

## Kaderlisten
Die folgenden Kader wurden von den Mannschaften benannt.
| Test | Test | ODI | ODI |
| Indien | Sri Lanka | Indien | Sri Lanka |
| --- | --- | --- | --- |
| - Mohammad Azharuddin - Rajesh Chauhan - Rahul Dravid - Sourav Ganguly - Nilesh Kulkarni - Anil Kumble - Abey Kuruvilla - Debasis Mohanty - Nayan Mongia - Venkatesh Prasad - Navjot Sidhu - Javagal Srinath - Sachin Tendulkar | - Marvan Atapattu - Kumar Dharmasena - Aravinda de Silva - Lanka de Silva - Sajeewa de Silva - Sanath Jayasuriya - Roshan Mahanama - Muttiah Muralitharan - Ravindra Pushpakumara - Arjuna Ranatunga - Jayantha Silva - Hashan Tillakaratne - Pramodya Wickramasinghe - Chaminda Vaas | - Mohammad Azharuddin - Sairaj Bahutule - Rajesh Chauhan - Ajay Jadeja - Sourav Ganguly - Hrishikesh Kanitkar - Debasis Mohanty - Nayan Mongia - Navjot Sidhu - Robin Singh - Javagal Srinath - Sachin Tendulkar | - Marvan Atapattu - Upul Chandana - Kumar Dharmasena - Aravinda de Silva - Sajeewa de Silva - Sanath Jayasuriya - Romesh Kaluwitharana - Roshan Mahanama - Muttiah Muralitharan - Arjuna Ranatunga - Chaminda Vaas |

## Tests

### Erster Test in Mohali
| 19. – 23. November Scorecard | Mohali | Sri Lanka 369 (125.2) & 251-6 (93.1) | – | Indien 515-9d (206.5) |
|                              |        | Remis                                |   |                       |

### Zweiter Test in Nagpur
| 26. – 30. November Scorecard | Nagpur | Indien 485 (155) | – | Sri Lanka |
|                              |        | Remis            |   |           |

### Dritter Test in Mumbai
| 3. – 7. Dezember Scorecard | Mumbai (WS) | Indien 512 (162.1) & 181-9d (42.4) | – | Sri Lanka 361 (143.2) & 166-7 (82) |
|                            |             | Remis                              |   |                                    |

## One-Day Internationals

### Erstes ODI in Guwahati
| 22. Dezember Scorecard | Guwahati | Sri Lanka 172-9 (45/45)      | – | Indien 173-3 (37.5/43) |
|                        |          | Indien gewinnt mit 7 Wickets |   |                        |

### Zweites ODI in Indore
| 25. Dezember Scorecard | Indore | Sri Lanka 17-1 (3) | – | Indien |
|                        |        | No Result          |   |        |

Beide Mannschaften konnten sich nicht über den korrekten Pitch einigen, so dass der Referee entscheiden. Dieser war nicht adäquat um ein faires Spiel zu ermöglichen und so wurde nach drei Overn das Spiel abgebrochen.

### Drittes ODI in Margao
| 28. Dezember Scorecard | Margao | Indien 228-6 (50)               | – | Sri Lanka 229-5 (48.2) |
|                        |        | Sri Lanka gewinnt mit 5 Wickets |   |                        |

Das Spiel musste auf Grund von Ausschreitungen zwischenzeitlich unterbrochen werden.